# 高雄捷運藍線
高雄捷運藍線(中華左大本館線)是高雄捷運規劃中路線之一，全線皆位於高雄市，路線合併中華雙鐵線 CT、燕巢高鐵線 YZ、蓮潭本館線 SL，是高雄捷運於2024年開始規劃的路線之一。

## 歷史

### 規劃歷程

#### 中華雙鐵線
高雄捷運粉紅線又稱中華雙鐵線，為高雄捷運原先長期規劃「四連結」路線之一，路線長8.39公里，規劃設置13座車站。規劃路線自左營轉運站起，經明潭路轉南進翠華路，再沿著中華路往南，其後沿著鐵路地下化後的鐵路園道往東，經高雄車站，止於民族車站。
2010年12月，高雄市政府交通局委託顧問公司做的《高高屏跨域交通運輸系統整合規劃及多功能運輸中心》專案完成，該專案中提出了大高屏地區公車路線整合以及幹線公車的規劃。其中一條名為「左營建軍線」，北起原公車總站左營北站，經左營大路、中華路、建國路、復興路、五福路、中正路至公車總站建軍站；後北段截短，改為自舊城南門圓環起，全線長12.39公里。該專案中亦評估了這些路線哪些可做為公車捷運的候選路線，而左營建軍線因全線路幅有70.65%路段可以鋪設專用道，以及評估經過人口等，被列為最有可能實施公車捷運的路線。
市府交通局以上述專案為基礎，續做了高雄公車捷運的可行性評估，於2011年11月完成《大高雄地區整體公車捷運系統路網可行性研究案結案報告書》。該專案將前述專案的推薦路線，以及當時高雄捷運遠期路網被評為暫時無法以輕軌興建的路線，進行評估最優先的三條公車捷運路線。而該專案認為左營建軍線過於彎繞，因此改為中華路直接轉五福路，不經過高雄車站，並止於文化中心，並改稱為「左營苓雅線」。左營苓雅線以及當時正在進行輕軌可行性研究的黃線 Y、棕線 (終止規劃) BR三線被評為公車捷運最可行路線，並另以子專案進行三線的細部規劃和可行性評估。
在細部規劃中，北側延伸到公車總站左營南站，方便調度發車；而左營苓雅線為了配合公車捷運黃線，又改為中華路轉進鐵路地下化後的鐵路園道往東經高雄車站至民族路轉北，之後與黃線共線，經民族路、建工路、大昌路，並於皓東路轉西、正忠路轉北接回大昌路回程；因改行建工路，路線改名為「左營建工線」。在高雄車站部分，西行站點設於站西路東側，東行站點設於站北路南側；東行可直接通過站北路，西行則需繞站東路、站南路、站西路，再接回站北路。全線長10.7公里，設18座雙向車站，2座單向車站，中華慶豐路口以北、中華路至高雄車站間的鐵路園道、以及大昌路、皓東路、正忠路段，採C型路權，其餘全為B型路權，B型佔72.58%。全線評估自償率達113.13%，建議採OT模式；而因黃、棕線正在進行輕軌可行性研究中，所以左營建工線被列為高雄公車捷運第一優先路線。而當時因尚未完成鐵路地下化、陸橋未拆除，因此專案建議暫時性先以C型路權行駛替代路線，並將路線以高雄車站臨時站為中點，拆為西段跟東段兩條個別營運，西段中華路改轉進九如路、自立路、建國路，全長6.1公里；東段從建國路、復興路、八德路接回民族路，全長5.2公里。
上述專案中的西段臨時路線（左營南站至高雄車站），於2012年8月與新計劃的沿海路BRT同時開始推動，被稱為「中華路BRT」，將採「車路分離BOT模式」，並向交通部爭取補助規劃設計經費。2013年中，交通局至市議會的報告顯示，中華路BRT又續往北沿著左營大路、海功東路、翠華路、明潭路至左營轉運站（當時尚未興建），全長9.8公里，延伸段全採C型路權。不久陳信瑜市議員又公布中華路BRT遠期路線將從左營轉運站經明潭路，直接沿著翠華路接上中華路。2013年6月，交通部核定200萬補助市府辦理公車捷運綜合規劃作業，市府於12月與顧問公司簽約開始進行綜合規劃，並於2014年12月完成。在該規劃中，中華路BRT變成Y型路線，於中華翠華路口分岔，一條往左營大路至公車總站左營南站，另一條沿著翠華路、明潭路至左營轉運站。此外同年4月，交通局於中華路試辦「禮讓大眾運輸輔助標線」，並預計於2016年完成公車專用道鋪設，以及2018年讓中華路BRT上路。
在規劃BRT的同時，因應2010年高雄縣市合併，高雄市捷運局納入舊縣區而重新規劃捷運路線，於2011年12月委託顧問公司進行《高雄都會區大眾捷運系統整體路網規劃作業》專案，2015年底完成審定。該專案中，亦將正在規劃的中華路BRT列入，並被稱為「中華雙鐵線」，北起左營轉運站，沿明潭路、翠華路、中華路、鐵路園道至台鐵民族車站，可於左營轉運站轉乘新左營車站、高捷紅線、右昌高鐵線、臺灣高鐵，以及於左營車站、民族車站轉乘高雄捷運銀線、高雄捷運黃線，與在美術館路口轉乘環狀輕軌。除了多延伸至民族車站外，路線與正在規劃的中華路BRT其中一條完全相同，但少了三塊厝車站。全線長8.39公里，規劃設置13座車站。在專案裡中華雙鐵線與銀線、藍線、青線合稱「四連結」，均採輕軌運輸系統。

#### 燕巢高鐵線
燕巢高鐵線為高雄捷運長期規劃「北環圈」路線之一，路線長度15.9公里，規劃設置14座車站。規劃路線起於高鐵左營站前的高鐵重和口，沿高鐵路北行，經台1線、水管路、市道183號、鳳楠路、建楠路、興楠路、中山路、和平路、鳳澄路、燕巢大學城特定區都市計畫道路，再經義大路及前述都市計畫道路，止於都市計畫道路和台22線。

#### 蓮潭本館線
高雄捷運銀線又稱蓮潭本館線，為高雄捷運長期規劃「四連結」路線之一。路線全長6.17公里，規劃設置10座車站。路線起點站規劃在左營區勝利路／新庄仔路口北側、蓮池潭西側停車空間，沿勝利路東行，穿越左營車站，經新莊一路、新庄仔路、天祥路至鼎力路口，轉由鼎力路南下銜接明誠一路東行至金鼎路，再南下穿越中山高速公路涵洞銜接本館路和建工路，終點站預計設在黃線Y6站。